# Царь Мира
«Царь Мира» («Le Roi du Monde», Paris, Ch. Bosse, 1927) — книга французского философа Рене Генона, в которой исследуются символические отражения в различных частных традициях высшего духовного центра Единой Примордиальной Традиции, который, в свою очередь, является символом и средоточием реального Божественного Присутствия (Шехины) в земном мире. Книгу можно рассматривать как своеобразную энциклопедию «сакральной географии».
Отправной точкой этого исследования послужили две книги — «Миссия Индии в Европе» А. Сент-Ив д’Альвейдра (1911) и «И звери, и люди, и боги» Ф. Оссендовского (1922), в которых приведены собранные в регионе Центральной Азии, Тибета, Монголии свидетельства существования скрытого под землёй и недоступного царства (Агартхи), управляющего судьбами мира. Для Генона, однако, главными доказательствами реальности высшего центра Традиции являются не эмпирические факты или рассказы очевидцев, а данные самой Традиции (и её частных адаптаций), выраженные, как правило, в символической форме:

Должна ли в таком случае её [Агартхи] локализация в определённом районе считаться реальной в буквальном смысле слова, или символической, или реальной и символической одновременно? На этот вопрос мы ответим, что для нас географические, исторические, да и все прочие факты сами по себе имеют лишь символический характер, что, впрочем, не только не исключает их непосредственной реальности, но наделяет их высшим смыслом.
— Рене Генон. Царь Мира, глава XII. Пер. Ю. Стефанова.
Наименования высшего центра Традиции — Агарти или Агартха («неприступная»), Земной Рай, Пардес («горнее место»), Тула, Царство пресвитера Иоанна, Земля Живых, Земля Святых, Земля Блаженных. Двенадцать членов «внутреннего круга» иерархии Агартхи соотносятся с такими образами, как двенадцать рыцарей Круглого стола, двенадцать знаков Зодиака, двенадцать Адитьев. Во главе иерархии находятся три лица, персонифицирующие три вида власти (в порядке возрастания главенства) — Маханга (царская), Махатма (священническая) и Брахматма (высшая). Они соответствуют трём мирам (Трибхувана индуистской традиции) — телесному, тонкому и духовному, трём элементам священного слога Аум, и именно они, например, являются тремя евангельскими царями-волхвами.
Брахматма символически называется «Царём Мира», или, точнее, «Владыкой трёх миров». Однако в строгом смысле «Царь Мира» — это Ману, символ космического Разума, являющегося отражением Духовного Света (Первопринципа), устанавливающего Закон (Дхарму) для данного цикла манифестации. Одновременно, Ману — архетип Первочеловека. В земном мире этот принцип проявляется как высший центр Традиции, «земной» полюс Божественного Присутствия (вообще, образ полюса, араб. Эль-Кутб, очень важен в традиционном символизме). Именно поэтому глава духовной иерархии во многих традициях именуется понтификом, то есть строителем мостов (между земным и небесным, физическим и духовным). «Небесный» полюс символизируется (в иудаистической традиции) образом Метатрона, Божественного посредника («Ангела Лика»). Метатрон (в его «светоносном» аспекте) также называется Князем Мира, в то время как «князь мира сего», то есть дьявол — это теневой, негативный аспект принципа мирского владычества.
Образ, аналогичный Метатрону — Шхина (Шехина), символ реального Присутствия Божества в мире (этому Присутствию соответствует сфира Малхут Древа сфирот). Два аспекта Шехины — внутренний (сам Принцип) и внешний (его проявление), или Gloria («Слава») и Pax («Миролюбие», Pax Profunda, «глубокое умиротворение» розенкрейцеров). Так же, как и Метатрон, Шехина обладает двойной функцией «Милосердия» и «Строгости» («Правосудия»), которые обозначены как правый и левый «столпы» Древа сфирот. В земном мире «обиталищем» Шехины являлся иерусалимский Ковчег Завета (мишкан), ещё один символ средоточия Мира.
Символом Традиции (и, одновременно, первозданного состояния) выступает также Святой Грааль. Обладание им — сохранение Традиции, утеря — «затемнение», сокрытие её, происшедшее по мере нисходящего движения цикла. По легенде, Грааль выточен ангелами из изумруда, упавшего с чела Люцифера (что символизирует потерю «третьего глаза», «чувства вечности»). Адам, которому он был доверен, также потерял его. Сиф был допущен в Земной Рай и унёс оттуда Грааль — символ Традиции и тех, кто сохраняет её.
В иудео-христианской традиции образу «Царя Мира» соответствует Мельхиседек. Его встреча с Авраамом знаменует соприкосновение Примордиальной Традиции с одной из её частных, младших ветвей — традицией еврейства. Обиталище Мельхиседека Салим (Иерусалим) — не конкретный город в Палестине, а символ центра Мира.
В каббалистической традиции существует понятие луз, которое одновременно означает некий подземный город, куда «нет доступа ангелу смерти» (то есть «обитель бессмертия») и неразрушимое «ядро бессмертия» каждого человека, символизируемое миндальной косточкой. Отождествление центра Традиции с пещерой соответствует её «затемнению», сокрытию в подземном мире в период Кали-Юги, но, с другой стороны, отражает глубокую символику пещеры как сердца (полость сердца в индуистской традиции — обиталище Брахмы, Брахмапура). Подобно тому, как «ядро бессмертия» заключает в себе всё, что в человеке не подлежит смерти, высший центр Традиции сохраняет в тёмный период цикла «семена» будущего цикла. Реальному месту, называвшемуся Луз, Иаков дал имя Вефиль, в дальнейшем это имя преобразовалось в название города Вифлеем, где родился Христос.
Изначально центр Традиции располагался в полярных областях (Тула, легендарный остров гиперборейцев), что отражено, например, в символике Мировой Горы (Меру в индуизме, Каф у арабов). Центр Традиции отождествляется с центром Мира, с неподвижной Осью Мирового Колеса, изображающего проявление в целом. Иногда эта срединная точка символизируется омфалосом, или «пупом Мира» — духовным средоточием данной местности. Материальным выражением омфалоса являлись бетилы (вефили, что связано с «Луз» и «Вифлеем») — священные камни, часто яйцеобразной или конической формы.
Остров Тула, или высший центр Традиции, располагавшийся на полюсе, символизирует «мир», достигаемый йогом путешествием через «море страстей» («поток форм»). Ещё одним символом центра Традиции является Ноев ковчег, поскольку он сохраняет Традицию в переходные моменты между циклами.
В заключительной части работы Генон указывает, что хотел бы воздержаться от каких-либо «пророчеств», однако приводит слова Ж. де Местра о том, что следует быть готовыми к «событию божественного порядка и огромного значения».